# La minaccia (film 1977)
La minaccia (La menace) è un film del 1977 diretto da Alain Corneau.

## Critica
Secondo il Dizionario Mereghetti «Corneau [...] tende a strafare, perdendosi nelle volute di un intreccio contorto. Resta l'atmosfera, una convincente coppia diabolica e la colonna sonora di Gerry Mulligan».
Secondo il Dizionario Morandini, il film è un «thriller macchinoso fino alla farragine».

## Riconoscimenti
- Premi César 1978
  - Migliore attrice non protagonista (Marie Dubois)